# Mitsuru Fukikoshi
Mitsuru Fukikoshi (吹越満?, Mitsuru Fukikoshi; Aomori, 17 febbraio 1965) è un attore giapponese.

## Biografia
Fra i film a cui ha partecipato figura Cold Fish in cui interpreta il protagonista della storia, il signor Shamoto.

## Filmografia
- Lunatic (1996)
- Love & Pop (1998)
- Yasha (2000)
- Stereo Future (2001)
- Red Shadow: Akakage (2001)
- Gojira tai Mekagojira  (2002)
- Lady Joker (2004)
- Kita no zeronen (2005)
- Tegami  (2006)
- Jotei (2007)
- Kâbê (2008)
- Riaru onigokko (2008)
- The Code: Angou (2008)
- Waifuru raifu (2008)
- Koikyokusei  (2009)
- Chanto tsutaeru  (2009)
- Tenshi no koi (2009)
- Cold Fish (2010)
- Himitsu (2010)
- Deka Wanko (2011)
- Himizu (2011)
- Il canone del male (2012)
- The Mole Song: Undercover Agent Reiji (2014)
- Boku no ita jikan (2014)
- Bitter Blood (2014)
- Seirei no moribito (2016)

### Videogiochi
- Incredible Crisis (1999) (Taneo Tanamatsuri)
- Yakuza 5 (2012) (Naoki Katsuya)
- Ryu ga Gotoku Online (2018) (Naoki Katsuya)